# 百色市
百色市（ひゃくしょくし）は中華人民共和国広西チワン族自治区に位置する地級市。

## 地理
広西チワン族自治区の西部に位置し、河池市、南寧市、崇左市、貴州省、雲南省、ベトナムに接する。珠江流域の西江の支流・右江（鬱江の上流での名）が流れる。
| 百色 (1991–2020, 極端 1971–2010)の気候     | 百色 (1991–2020, 極端 1971–2010)の気候 | 百色 (1991–2020, 極端 1971–2010)の気候 | 百色 (1991–2020, 極端 1971–2010)の気候 | 百色 (1991–2020, 極端 1971–2010)の気候 | 百色 (1991–2020, 極端 1971–2010)の気候 | 百色 (1991–2020, 極端 1971–2010)の気候 | 百色 (1991–2020, 極端 1971–2010)の気候 | 百色 (1991–2020, 極端 1971–2010)の気候 | 百色 (1991–2020, 極端 1971–2010)の気候 | 百色 (1991–2020, 極端 1971–2010)の気候 | 百色 (1991–2020, 極端 1971–2010)の気候 | 百色 (1991–2020, 極端 1971–2010)の気候 | 百色 (1991–2020, 極端 1971–2010)の気候 |
| 月                                         | 1月                                    | 2月                                    | 3月                                    | 4月                                    | 5月                                    | 6月                                    | 7月                                    | 8月                                    | 9月                                    | 10月                                   | 11月                                   | 12月                                   | 年                                     |
| ------------------------------------------ | -------------------------------------- | -------------------------------------- | -------------------------------------- | -------------------------------------- | -------------------------------------- | -------------------------------------- | -------------------------------------- | -------------------------------------- | -------------------------------------- | -------------------------------------- | -------------------------------------- | -------------------------------------- | -------------------------------------- |
| 最高気温記録 °C （°F）                     | 32.1 (89.8)                            | 38.4 (101.1)                           | 38.9 (102)                             | 41.3 (106.3)                           | 42.2 (108)                             | 39.9 (103.8)                           | 40.1 (104.2)                           | 39.6 (103.3)                           | 39.6 (103.3)                           | 36.4 (97.5)                            | 34.0 (93.2)                            | 32.8 (91)                              | 42.2 (108)                             |
| 平均最高気温 °C （°F）                     | 18 (64)                                | 20.9 (69.6)                            | 24.4 (75.9)                            | 29.6 (85.3)                            | 32.1 (89.8)                            | 32.9 (91.2)                            | 33.5 (92.3)                            | 33.6 (92.5)                            | 32 (90)                                | 28.5 (83.3)                            | 24.7 (76.5)                            | 19.9 (67.8)                            | 27.51 (81.52)                          |
| 日平均気温 °C （°F）                       | 13.5 (56.3)                            | 15.9 (60.6)                            | 19.3 (66.7)                            | 24 (75)                                | 26.8 (80.2)                            | 28.1 (82.6)                            | 28.5 (83.3)                            | 28 (82)                                | 26.4 (79.5)                            | 23.1 (73.6)                            | 19 (66)                                | 14.7 (58.5)                            | 22.28 (72.03)                          |
| 平均最低気温 °C （°F）                     | 10.6 (51.1)                            | 12.6 (54.7)                            | 15.8 (60.4)                            | 20 (68)                                | 22.7 (72.9)                            | 24.6 (76.3)                            | 25 (77)                                | 24.5 (76.1)                            | 22.8 (73)                              | 19.7 (67.5)                            | 15.5 (59.9)                            | 11.4 (52.5)                            | 18.77 (65.78)                          |
| 最低気温記録 °C （°F）                     | 0.6 (33.1)                             | 1.4 (34.5)                             | 4.0 (39.2)                             | 7.6 (45.7)                             | 13.3 (55.9)                            | 17.2 (63)                              | 19.5 (67.1)                            | 19.9 (67.8)                            | 14.4 (57.9)                            | 8.4 (47.1)                             | 4.2 (39.6)                             | 0.1 (32.2)                             | 0.1 (32.2)                             |
| 降水量 mm （inch）                         | 26.6 (1.047)                           | 19.1 (0.752)                           | 33.6 (1.323)                           | 51.3 (2.02)                            | 147.1 (5.791)                          | 222.7 (8.768)                          | 195.8 (7.709)                          | 174.7 (6.878)                          | 105.9 (4.169)                          | 72.5 (2.854)                           | 31.5 (1.24)                            | 23.5 (0.925)                           | 1,104.3 (43.476)                       |
| 平均降雨日数 （≥0.1 mm）                   | 8.3                                    | 8.6                                    | 7.9                                    | 10.0                                   | 13.5                                   | 14.4                                   | 15.8                                   | 16.3                                   | 10.7                                   | 9.4                                    | 7.2                                    | 4.8                                    | 126.9                                  |
| % 湿度                                     | 76                                     | 73                                     | 73                                     | 71                                     | 72                                     | 78                                     | 79                                     | 80                                     | 79                                     | 78                                     | 78                                     | 75                                     | 76                                     |
| 平均月間日照時間                           | 82.9                                   | 78.1                                   | 113.8                                  | 141.2                                  | 163.9                                  | 165.0                                  | 190.1                                  | 194.8                                  | 177.7                                  | 147.1                                  | 125.1                                  | 126.1                                  | 1,705.8                                |
| 日照率                                     | 25                                     | 25                                     | 31                                     | 37                                     | 40                                     | 41                                     | 46                                     | 49                                     | 48                                     | 41                                     | 38                                     | 38                                     | 38.3                                   |
| 出典1：China Meteorological Administration |                                        |                                        |                                        |                                        |                                        |                                        |                                        |                                        |                                        |                                        |                                        |                                        |                                        |
| 出典2：Weather China                       |                                        |                                        |                                        |                                        |                                        |                                        |                                        |                                        |                                        |                                        |                                        |                                        |                                        |

## 歴史
清の雍正8年（1730年）に百色直隷庁を置く。1913年に百色県を置く。1983年に百色市の設立。

## 行政区画
2市轄区・2県級市・7県・1自治県を管轄下に置く。
- 市轄区：
  - 右江区・田陽区
- 県級市：
  - 靖西市・平果市
- 県：
  - 田東県・徳保県・那坡県・凌雲県・楽業県・田林県・西林県
- 自治県：
  - 隆林各族自治県

| 百色市の地図                                                                                   |
| ---------------------------------------------------------------------------------------------- |
| 右江区 田陽区 田東県 徳保県 那坡県 凌雲県 楽業県 田林県 西林県 隆林各族 · 自治県 靖西市 平果市 |

### 年表
この節の出典

#### 広西省百色専区
- 1949年10月1日 - 中華人民共和国広西省百色専区が成立。百色県・田陽県・田東県・万岡県・田西県・西林県・西隆県・鳳山県・凌雲県・楽業県が発足。(10県)
- 1949年12月 - 左江専区敬徳県・天保県・向都県を編入。(13県)
- 1950年6月 (12県)
  - 敬徳県・天保県が竜州専区に編入。
  - 慶遠専区東蘭県を編入。
- 1951年1月25日 - 武鳴専区平治県・果徳県・那馬県を編入。(15県)
- 1951年8月10日 - 那馬県が賓陽専区に編入。(14県)
- 1951年10月19日 (17県)
  - 向都県が崇左専区に編入。
  - 竜州専区靖西県・鎮辺県・敬徳県・天保県を編入。
  - 凌雲県の一部が田西県に編入。
- 1952年8月11日 (11県1自治区)
  - 万岡県が鳳山県・東蘭県・田東県・田陽県に分割編入。
  - 田西県および西林県の一部が合併し、田林県が発足。
  - 西隆県および西林県の残部が合併し、隆林各族自治区が発足。
  - 敬徳県・天保県が合併し、徳保県が発足。
  - 凌雲県・楽業県が合併し、凌楽県が発足。
  - 平治県・果徳県が賓陽専区武鳴県の一部、崇左専区隆安県・鎮結県の各一部と合併し、平果県が発足。
- 1952年12月9日 - 田林県・凌楽県・鳳山県・東蘭県・田陽県・田東県・平果県・徳保県・靖西県・鎮辺県・百色県・隆林各族自治区が桂西チワン族自治区百色専区に編入。

#### 桂西チワン族自治区百色専区
- 1952年12月9日 - 百色専区田林県・凌楽県・鳳山県・東蘭県・田陽県・田東県・平果県・徳保県・靖西県・鎮辺県・百色県・隆林各族自治区を編入。桂西チワン族自治区百色専区が成立。(11県1自治区)
- 1953年3月7日 (11県1自治区)
  - 桂西チワン族自治区宜山専区天峨県の一部が凌楽県に編入。
  - 鳳山県の一部が田陽県・凌楽県、桂西チワン族自治区宜山専区天峨県に分割編入。
  - 桂西チワン族自治区宜山専区都安県の一部が東蘭県に編入。
  - 桂西チワン族自治区崇左専区隆安県の一部が平果県に編入。
  - 平果県、桂西チワン族自治区崇左専区鎮都県の各一部が田東県に編入。
  - 田陽県の一部が徳保県・鳳山県に分割編入。
  - 徳保県の一部が田陽県に編入。
  - 凌楽県の一部が百色県・鳳山県に分割編入。
- 1953年4月15日 - 鳳山県の一部が凌楽県に編入。(11県1自治区)
- 1953年4月23日 - 鎮辺県が睦辺県に改称。(11県1自治区)
- 1953年4月26日 - 桂西チワン族自治区邕寧専区鎮都県の一部が田東県に編入。(11県1自治区)
- 1953年7月29日 - 桂西チワン族自治区邕寧専区鎮都県の一部が田東県に編入。(11県1自治区)
- 1953年10月 - 隆林各族自治区が県制施行し、隆林各族自治県となる。(11県1自治県)
- 1954年1月9日 - 凌楽県の一部が百色県に編入。(11県1自治県)
- 1954年12月31日 - 平果県の一部が桂西チワン族自治区鎮都県に編入。(11県1自治県)
- 1955年2月8日 (11県1自治県)
  - 田陽県の一部が田東県に編入。
  - 徳保県の一部が田陽県に編入。
- 1955年9月21日 (11県2自治県)
  - 平果県・東蘭県の各一部が桂西チワン族自治区宜山専区河池県・宜山県・忻城県の各一部、桂西チワン族自治区都安県および馬山県の一部と合併し、桂西チワン族自治区都安ヤオ族自治県となる。
  - 東蘭県・鳳山県の各一部が合併し、巴馬ヤオ族自治県が発足。
- 1956年1月27日 - 東蘭県の一部が巴馬ヤオ族自治県に編入。(11県2自治県)
- 1956年2月20日 - 桂西チワン族自治区百色専区が桂西チワン族自治州百色地区に改称。

#### 桂西チワン族自治州百色地区
- 1956年4月30日 - 桂西チワン族自治州隆安県の一部が平果県に編入。(11県2自治県)
- 1956年8月11日 - 田東県・鳳山県の各一部が巴馬ヤオ族自治県に編入。(11県2自治県)
- 1956年10月16日 - 平果県の一部が田東県に編入。(11県2自治県)
- 1956年12月8日 - 鳳山県の一部が巴馬ヤオ族自治県に編入。(11県2自治県)
- 1957年2月21日 - 平果県の一部が桂西チワン族自治州都安ヤオ族自治県に編入。(11県2自治県)
- 1957年3月15日 - 桂西チワン族自治州都安ヤオ族自治県の一部が平果県に編入。(11県2自治県)
- 1957年11月 - 桂西チワン族自治州宜山地区天峨県の一部が凌楽県に編入。(11県2自治県)
- 1957年12月20日 - 広西チワン族自治区の成立により、広西チワン族自治区百色専区となる。

#### 広西チワン族自治区百色地区
- 1958年12月 - 邕寧専区天等県の一部が田東県に編入。(11県2自治県)
- 1959年8月25日 - 徳保県の一部が靖西県に編入。(11県2自治県)
- 1962年3月27日 - 凌楽県が分割され、凌雲県・楽業県が発足。(12県2自治県)
- 1963年5月20日 - 隆林各族自治県の一部が分立し、西林県が発足。(13県2自治県)
- 1965年1月20日 - 睦辺県が那坡県に改称。(13県2自治県)
- 1965年5月18日 - 鳳山県・東蘭県・巴馬ヤオ族自治県が河池専区に編入。(11県1自治県)
- 1971年 - 百色専区が百色地区に改称。(11県1自治県)
- 1983年10月8日 - 百色県が市制施行し、百色市となる。(1市10県1自治県)
- 2002年6月2日 - 百色地区が地級市の百色市に昇格。

#### 百色市
- 2002年6月2日 - 百色地区が地級市の百色市に昇格。(1区10県1自治県)
  - 百色市が区制施行し、右江区となる。
- 2015年8月1日 - 靖西県が市制施行し、靖西市となる。(1区1市9県1自治県)
- 2019年6月27日 - 田陽県が区制施行し、田陽区となる。(2区1市8県1自治県)
- 2019年11月20日 - 平果県が市制施行し、平果市となる。(2区2市7県1自治県)

## 観光名所
- 百色起義記念館
- 澄碧湖

## 交通

### 航空
- 百色巴馬空港（中国語版）

### 鉄道
- 中国鉄路総公司
  - 南昆旅客専用線

（昆明方面）- 陽圩駅 - 百色駅 - 田陽駅 - 田東北駅 - 那何駅 - 平果駅 -（南寧方面）
  - 南昆線

（昆明方面）- 平林村駅 - 根竜駅 - 板桃駅 - 岩竜駅 - 潞城郷駅 - 紅旗屯駅 - 田林駅 - 汪甸駅 - 田丁駅 - 喜屯駅 - 下塘駅 - 永楽駅 - 百色駅 - 六塘駅 - 保安駅 - 坡圩駅 - 田陽駅 - 那寧駅 - 侖圩駅 - 田東駅 - 林逢駅 - 那何駅 - 思林駅 - 山心駅 - 那厘駅 - 平果駅 -（南寧方面）
  - 田靖線

靖西駅 - 大道駅 - 徳保駅 - 隴凌駅 - 田東駅

## 健康・医療・衛生
- 百色市人民医院
- 右江民族医学院附属医院 [5]

## 出身者
- ロマン・タム - 香港の歌手
- 韋永麗 - 陸上競技選手[6]